# Рябченко Тетяна Миколаївна
Тетяна Микола́ївна Рябченко (нар. 28 серпня 1989, Малин, Житомирська область) — українська велосипедистка, зараз їздить за жіночу команду UCI Doltcini–Van Eyck.

## Життєпис
Навчалася у Малинській ЗОШ №6 (1996-2007). Закінчила Тернопільський національний економічний університет. (2012).
Велоспортом розпочала займатися у Малинській ДЮСШ в 6 класі у тренера Сукманової Лариси Володимирівни, а потім у тренера Раченка Віктора Григоровича.

## Основні результати
2013
Перше місце Tour of Chongming Island World Cup (CDM)  
2016
Перше місце Horizon Park Women Challenge
2018
1-а Mountains classification Panorama Guizhou International Women's Road Cycling Race

## Зовнішні посилання
- Тетяна Рябченко (Tetyana Riabchenko) at Cycling Archives
- Рябченко Тетяна Миколаївна – ProCyclingStats